# Parafia Świętych Piotra i Pawła w Lipie
Parafia Świętych Piotra i Pawła w Lipie – parafia rzymskokatolicka w dekanacie jaworskim w diecezji legnickiej.  Jej proboszczem jest ks. Piotr Żukowski. 